# Ocean City (Washington)
Ocean City az Amerikai Egyesült Államok északnyugati részén, Washington állam Grays Harbor megyéjében elhelyezkedő statisztikai település. A 2010. évi népszámlálási adatok alapján 200 lakosa van.
Ocean City postahivatala 1926 és 1976 között működött.

## Népesség
A település népességének változása:
| Lakosok száma | 217  | 200  | 232  |
|               | 2000 | 2010 | 2020 |